# Агарак
Агарак (јерм. Ագարակ) је град и општина у Јерменији, на крајњем југу марза Сјуник. Град је основан 1949. године као радничко насеље на малој равници на левој обали Аракса, уз границу са Ираном. Са три стране окружен је планинским врховима Зангезурких планина. Удаљен је 410 км јужно од Јеревана, односно 94 км јужније од административног центра провинције Капана.
Према подацима статистичке службе Јерменије у граду је 2010. живео 4.881 становник, што је за 80 становника више у односу на попис из 2001. године.
Агарак, основан 1949. године као радничко насеље рудара из оближњих рудника 1954. године добија статус вароши, а од 1990. постаје град. Привреда почива на експлоатацији и преради бакра и молибдена, а у комбинату у ком се прерађују ове руде запослено је око 1.000 радника (или четвртина популације). У овом граду у Јерменију улази велики гасовод којим се од 30. новембра 2004. Јерменија снабдева природним гасом из Ирана.